# Contea di Xinlong
La contea di Xinlong (新龙县S, Xīnlóng XiànP) è una contea della Cina, situata nella provincia di Sichuan e amministrata dalla prefettura autonoma tibetana di Garzê.